# Korttarmspatient
En korttarmspatient er en patient, hvor størstedelen af tyndtarmen er fjernet, så tarmsystemets samlede overfladeareal blevet for lille – og dermed utilstrækkeligt. Tarmsystemet kan ikke længere sikre, at kroppen optager tilstrækkelig med væske og næringsstoffer.
Den vigtigste årsag til korttarmssyndromet er operation med fjernelse af tarm i forbindelse med kroniske betændelsestilstande i tarmen. Men patienter med blodprop i tarmen, komplikationer til anden mave-tarmkirurgi, herunder operation for kræft i tarm og mave, er i stigning.
Før 1970 døde mange korttarmspatienter tidligt på grund af underernæring og mangel på væske. Siden er det blevet muligt at tilføre korttarmpatienter væske og ernæring ind i blodet (parenteralt) gennem et kateter, der er opereret ind under huden og via en vene ført til højre hjertekammer.
Hjemmeparenteral ernæring
Som et alternativ til lange og gentagne indlæggelser på hospital er det muligt at tilbyde korttarmpatienter selv at lære den sterile teknik, som egenbehandling med væske og flydende ernæring kræver.
Efter en oplæringsperiode på hospitalet kan patienterne derfor udskrives til såkaldt selvadministration af Hjemmeparenteral ernæring (en. Home Parenteral Nutrition, forkortet HPN) i eget hjem. En mulighed der har betydet en forbedring af korttarmpatienters livskvalitet.
Fra 1970 er antallet af korttarmspatienter i behandling med Hjemmeparenteral ernæring i Danmark og på verdensplan steget voldsomt. Et øget kendskab til muligheden for langtidsoverlevelse hos patienter selv med minimal tarmrest har ført til, at der ved udgangen af 2004 er flere end 150 danske patienter i behandling med Hjemmeparenteral ernæring.
80 procent af disse patienter følges på Rigshospitalet. Det aldersmæssige spænd går fra 3 til 80 år; cirka to tredjedele er kvinder.